# Universitetsplatsen i Lund

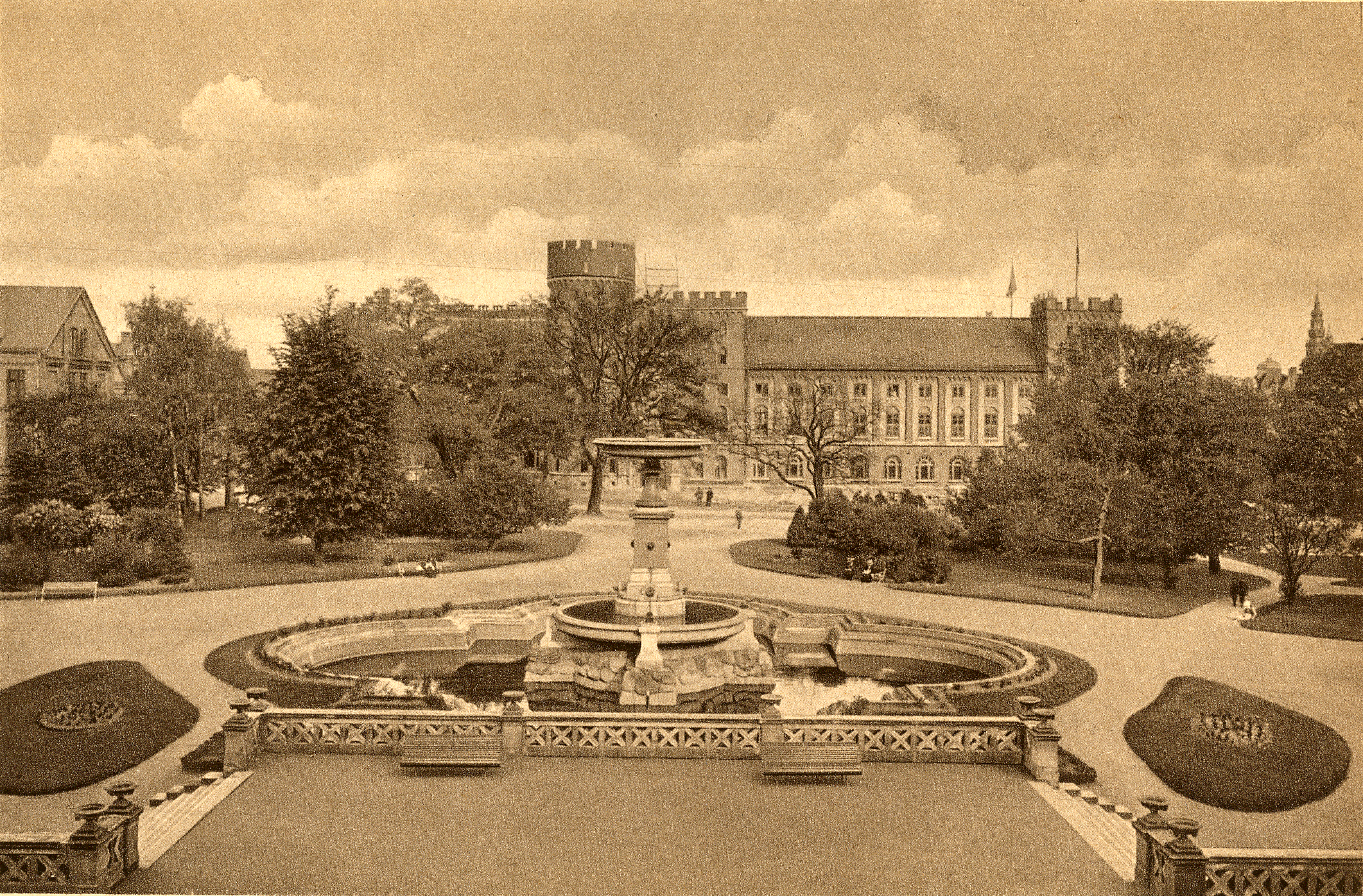
Universitetplatsen i Lund sedd från universitetshuset med Akademiska Föreningen i fonden. Foto från 1900-talets första hälft.

Universitetsplatsen i Lund är benämningen på platsen framför Lunds universitets huvudbyggnad och är, liksom denna byggnad, i huvudsak en skapelse av arkitekten Helgo Zettervall på 1880-talet.
Utöver av universitetshuset i väster omges universitetsplatsen i söder av Kungshuset och i norr av Palaestra et Odeum, båda i rött tegel. I öster gränsar platsen mot den gruslagda delen av Sandgatan och precis på andra sidan av denna ligger Akademiska Föreningens huvudentré, vilket ger platsen karaktären av ett slutet arkitektoniskt rum. Även de av Zettervall ritade byggnaderna Palais d'Ask vid Sandgatan och Patologiska institutionen (båda 1885) vid Paradisgatan utformades med tanke på helhetsintrycket av Universitetsplatsen. Trots massiv kritik lät universitetet 1979 riva "Patologen" för att ge plats åt den s.k. "Byrålogen".
Universitetsplatsen domineras i mitten av en stor fontän i porfyrit, ritad av Zettervall redan till universitetshusets invigning 1882 men möjlig att fullborda först 1889 efter ett par privata pengadonationer. Till fontänens utsmyckning hör fyra vattensprutande grodor i järn, vilka på grund av sitt antal vanligen benämns fakultetsgrodorna. Som ett kuriosum kan nämnas att en av grodorna försvann 1965 men så småningom återfanns – på ett tåg från Stockholm iförd studentmössa och med adresslapp om halsen.

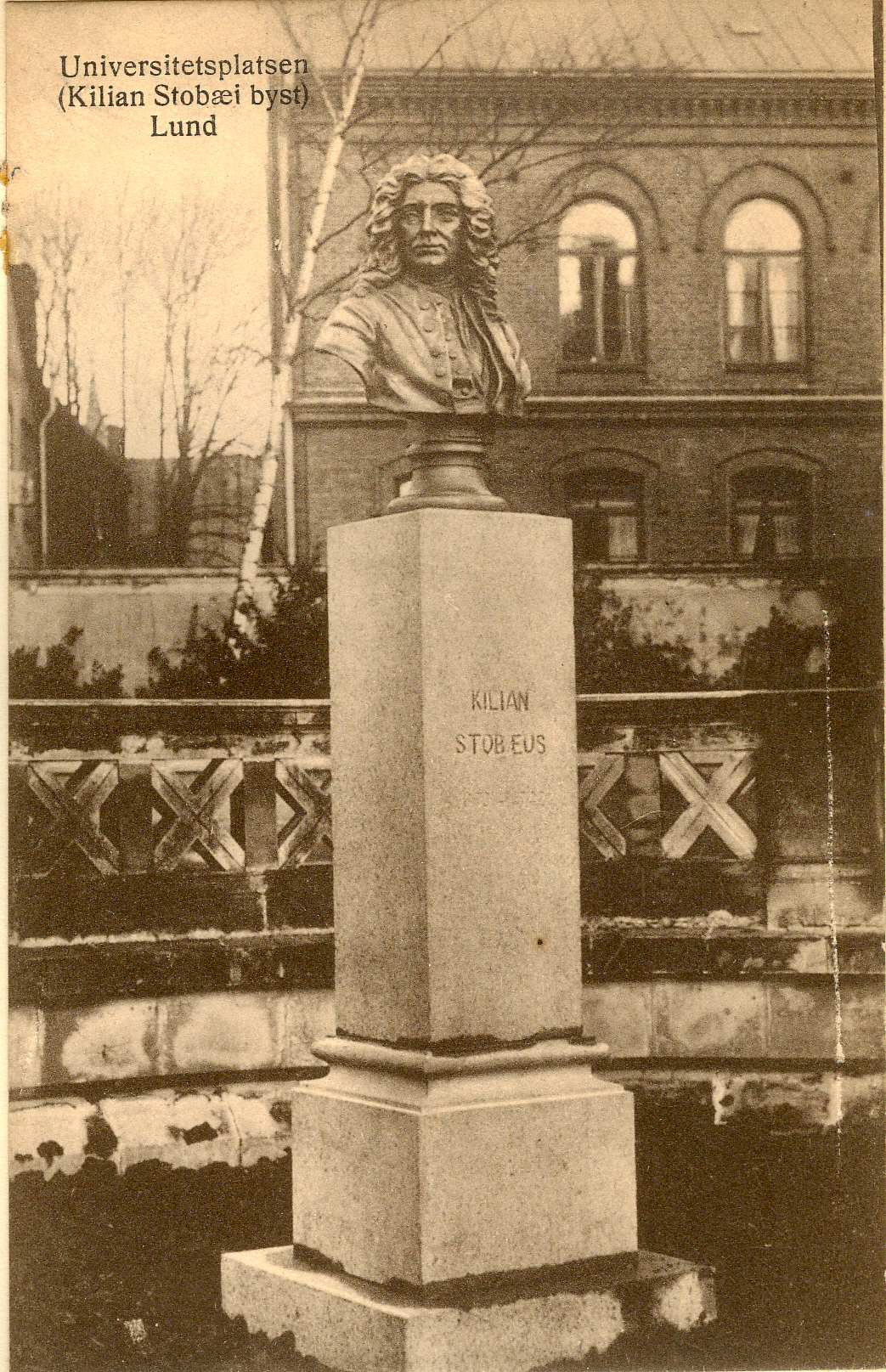
Kilian Stobæus byst på Universitetsplatsen. Vykort från 1900-talets första hälft.

I universitetsplatsens fyra hörnor står fyra skulpturer, nämligen:
- i nordväst: en byst av professorn och polyhistorn Kilian Stobæus av Walter Runeberg (1906);
- i nordost: en byst av historieprofessorn Sven Lagerbring av Albert von Stockenström (1907);
- i sydost: den allegoriska skulpturen Mannen som bryter sig ur klippan av Axel Ebbe (1918);
- i sydväst: en byst av professorn i naturalhistoria Anders Jahan Retzius av Walter Runeberg (1906).

Bakom Lagerbrings byst står även, runt Runstenskullen, sex runstenar ditflyttade från olika delar av Skåne, däribland Valleberga, Vallkärra och Gårdstånga. 
På platsen låg tidigare universitetets äldsta botaniska trädgård, anlagd på 1740-talet efter planer av Carl Hårleman och under överinseende av Johan Jacob Döbelius. På 1860-talet ersattes denna med en ny botanisk trädgård utanför den gamla stadsvallen, men några enstaka växter (främst buskar) från den gamla trädgården finns än i dag kvar på universitetsplatsen, däribland en körsbärskornell. Den stora magnolian invid Kilian Stobaei byst är däremot planterad först 1914. Den har med tiden kommit att bli något av en symbol för våren i Lund och traditionen bjuder att man anspelar på dess knoppning och blomning i de årliga talen vid rektorsuppvaktningen på första maj.